# 국도 제51호선 (베트남)
국도 제51호선(베트남어: Quốc lộ 51)은 동나이성의 비엔호아에서 출발하여 바리어붕따우성의 붕따우까지 이어주는 총 연장 86km의 거리를 가진 베트남의 일반 국도이다. 그러나 해당 도로의 중추 구간을 살펴보면, 바리어붕따우성과 동나이성 그리고 호찌민시 등이 있다. 다만 기점인 비엔호아에서는 아시안 하이웨이 1호선과 직접적으로 연결되는 국도 제1A호선과도 바로 이어주고 있다. 다만 이 도로가 아시안 하이웨이 17호선()의 일부 노선으로 운영되고 있다.